# Hvor kragerne vender
Pour plus de détails, voir Fiche technique et Distribution.
Hvor kragerne vender (littéralement « où tournent les corbeaux »)  est un film danois réalisé par Lisa Jespersen, sorti en 2021.

## Synopsis
Irina, écrivain à Copenhague, revient dans sa ville natale - où elle est connue sous le nom de Laura - pour assister au mariage de son frère. Dans son dernier livre, elle a décrit sa jeunesse misérable et la manière dont elle était maltraitée par Catrine, la fiancée de son frère.

## Fiche technique
- Titre : Hvor kragerne vender
- Réalisation : Lisa Jespersen
- Scénario : Sara Isabella Jønsson Vedde et Lisa Jespersen
- Musique : Kaspar Kaae et Mike Sheridan
- Photographie : Manuel Alberto Claro
- Montage : Mads Michael Olsen
- Production : Daniel Mühlendorph
- Société de production : Hyæne Film, New Danish Screen et Nordisk Film Distribution
- Pays :  Danemark
- Genre : Drame
- Durée : 91 minutes
- Dates de sortie : 
  - Danemark : 22 juillet 2021

## Distribution
- Rosalinde Mynster : Laura
- Bodil Jørgensen : Jane
- Anne Sofie Wanstrup : Catrine
- Adam Ild Rohweder : Jannik
- Thomas Hwan : Benjamin
- Jesper Groth : David
- Jens Jørn Spottag : Iver
- Saga Nikoline Linde Mikkelsen : Jessica
- Mathilde Eusebius : la cousine Karina
- Anna Juul : Emma
- Iza Mortag Freund : Aya
- Thomas Hass Christensen : Asger
- Mike Sheridan : Mike
- Anna Venge Winther : Sascha
- Linette Lindhardt : Jeanette
- Mathias Broe : Kunstnertype

## Distinctions
Le film a été nommé pour neuf prix Bodil et en a reçu deux : meilleur film et meilleur second rôle féminin pour Anne Sofie Wanstrup. Il a également été nommé pour dix prix Robert et en a reçu trois : meilleur film, meilleur réalisateur et meilleur scénario original.